# Escolives-Sainte-Camille
Escolives-Sainte-Camille är en kommun i departementet Yonne i regionen Bourgogne-Franche-Comté i norra Frankrike. Kommunen ligger i kantonen Coulanges-la-Vineuse som tillhör arrondissementet Auxerre. År 2022 hade Escolives-Sainte-Camille 714 invånare.

## Befolkningsutveckling
Antalet invånare i kommunen Escolives-Sainte-Camille
| Referens: INSEE |